# Canal de l'Esparra
La Canal de l'Esparra és una canal del terme municipal de Conca de Dalt, a l'antic terme d'Hortoneda de la Conca, al Pallars Jussà, en territori que havia estat de l'antiga caseria dels Masos de la Coma.
Està situat al nord-est dels Masos de la Coma, al nord del Solà de la Coma d'Orient i al nord-oest de la Canal del Clotet.